# パデューカ (ケンタッキー州)
パデューカ（英: Paducah）は、アメリカ合衆国ケンタッキー州の都市である。ジャクソン買収によりケンタッキー州となった地域では最大の都市でありマクラケン郡の郡庁所在地である。テネシー川とオハイオ川の合流点に位置する。2010年の国勢調査では人口25,024人だった。パデューカ中心街の20ブロックがアメリカ合衆国国家歴史登録財に指定されている。
パデューカはケンタッキー州のマクラケン、バラードおよびリビングストンの各郡およびイリノイ州のマサク郡を包含するパデューカ都市圏の拠点であり、都市圏人口は2006年で98,127人である。

## 歴史

### ペキンの物語
パデューカは当初「ペキン」と呼ばれており、インディアンと、多くの水路が集まる場所に惹きつけられた白人開拓者の混合社会として1815年頃に始まった。
伝説に拠れば、チカソー族の可能性が強いパデューク酋長が平底船でオハイオ川やテネシー川を下ってきた旅人を歓迎した。そのテント小屋はアイランド・クリーク河口の低い崖の上にあり、自分の集落の協議のための小屋として機能していた。開拓者達はその歓待を喜び、そのやり方を尊重してクリークの対岸に入植した。
2つの社会は互いの文化の目新しさを楽しみながら、調和の取れた物の交易や仕事の助け合いで暮らした。開拓者達は馬やロバを連れてきて、水路沿い上流の農園や木材伐採キャンプ、交易基地および他の開拓地に平底船を引くために使い、原始的ではあるが繁栄する経済を打ち立てた。
この文化の交流は、ルイス・クラーク探検隊の有名な指導者であるウィリアム・クラークが1827年にペキンがある土地の権利証書を持って到着するまで続いた。クラークはミシシッピ川とミズーリ川の地域のインディアン問題監督官だった。クラークは酋長と開拓者達に立ち退きを求め、彼らはその権利証書がアメリカ合衆国最高裁判所から発行されていたこともあって、ほとんど抵抗することなくクラークの求めに応じた。その権利証書は取得する為にほんの5ドルしか掛かっていなかったが、アメリカ陸軍に裏付けられるアメリカ合衆国政府の完全な権限が付いていた。
クラークはその新しい資産を測量し、今日でもその跡が残っている新しい町の区画を引いた。酋長と部族民はミシシッピ州に移転し、クラークは新しい都市建設を続けることができ、その酋長の栄誉を称えてその都市をパデューカと名付けた。クラークは都市計画が完成するとミシシッピ州に使者を送って、テープカットの儀式をするためにパデューク酋長が戻ってくるよう招待したが、パデュークは戻ってくる途中の船の中でマラリアに罹って死んだ。開拓者達は新しい区画の中で土地を購入することを認められていたが、彼らの大半はまだ開拓されていない土地に移っていった。

### 市制執行、蒸気船と鉄道
パデューカは1830年に町制を布き、水路の要衝であったために、河川系を使う蒸気船のための港湾施設を提供した。赤レンガを作る工場や鉄道のレールと機関車部品を作る鋳造工場が、繁栄する「川と鉄道」産業経済の核になった。
幾何級数的成長に近い時代の後、1856年に市制が認められた。蒸気船や引き舟のための乾ドックの場所となり、多くのバージ運航会社の本部にもなった。東はケンタッキー州、北はイリノイ州の炭田にも近かったために、シカゴとセントルイスさらにメキシコ湾のガルフポートとを繋ぐ主要な南北鉄道線であるイリノイ・セントラル鉄道の重要な中継点ともなった。この鉄道はバーリントン・ノーザン鉄道やアッチソン・トピカ・アンド・サンタフェ鉄道（後に合併してBNSF鉄道となった）という東西の路線とも繋がっていた。

### 南北戦争の時のパデューカ
南北戦争中の1861年9月6日、ユリシーズ・グラント将軍が指揮する北軍がパデューカを占領し、北軍はテネシー川河口を支配することになった。この戦争の大半の期間を通じて、北軍スティーブン・G・ヒックス大佐がパデューカと大規模な補給基地、およびオハイオ川とミシシッピ川、テネシー川の北軍を支援する砲艦と補給船のためのドック設備の管理にあたった。
1862年12月17日、一般命令第11号の条項により、すべて昔からの住人だったユダヤ人30家族がその家を逐われた。著名な地元のユダヤ人実業家、シーザー・カスケルがエイブラハム・リンカーン大統領に電報を打った後に会見し、最終的にはこの命令を撤回させることに成功した。
1864年3月25日、南軍のネイサン・ベッドフォード・フォレスト将軍が、ミシシッピ州から西テネシー州やケンタッキー州に入る北行作戦の一部としてパデューカを襲った。この作戦はこの地域にいる南軍親派を徴兵し、弾薬、医薬品、馬とロバを補給して、オハイオ川から南の地域の北軍支配を全体に揺るがそうというものだった。この襲撃は再補給という意味では成功し、北軍を怯えさせたが、フォレストは南に帰った。
フォレストは次のように報告した。
後にフォレストは新聞で140頭の優れた馬が襲撃を免れたことを読み、馬を捕まえさせ、フォレストがピロー砦を攻撃する間に、北軍を慌てさせるためにエイブラハム・ビュフォード准将をパデューカに戻した。
1864年4月14日、ビュフォード隊は新聞に報告されていた通り、鋳造工場に隠されていた馬を見つけた。ビュフォードは戦利品と共にフォレスト本隊に合流し、パデューカは終戦まで北軍支配のままとなった。

### 1937年洪水
1937年、オハイオ川がパデューカ近くで1月21日には洪水位より50フィート (15 m) 上まで増水し、2月2日には最高水位60.8フィート (18.5 m) にまで上がり、2月15日には再び50フィートまで下がった。3週間近くの間、住民27,000人は避難を余儀なくされ、マクラケンやその他の郡部の高台にある友人や親戚の所に身を寄せた。アメリカ赤十字や地元の教会から避難所が開放された。パデューカ中心街の建物には最高水位が来た点を示す標識が備えられている。
このとき16日間に18インチ (457 mm) の雨が降り、速く流れる氷の板もあって、1937年の洪水はパデューカの歴史の中でも最悪の自然災害となった。パデューカの土盛りの堤防はこの洪水に対しては効果が無かったので、アメリカ陸軍工兵司令部は洪水堤防の建設を発注され、それが今も洪水被害から市を守っている。

### 原子力の都市
1950年、アメリカ原子力委員会がパデューカを新しい濃縮ウラン工場の場所として選定した。建設は1951年に始まり、運転開始は1952年だった。この工場は当初ユニオンカーバイドが操業したが、マーティン・マリエッタ、ロッキード・マーティンと次々と経営主体を変え、現在はアメリカ合衆国濃縮会社が運転している。アメリカ原子力委員会を引き継いだアメリカ合衆国エネルギー省が所有者である。

### キルトの都市
1991年4月25日、アメリカ・キルト協会がパデューカ中心街にその博物館を設置した。毎春ハナミズキの季節に、世界中のキルト愛好家が協会の年次行事のためにパデューカに集まる。キルト・ショーはパデューカの年中行事の中でも最大のものであり、大きな観光収入となっている。市から数マイル以内のホテルはショーに先立つ月から満室になる。
2008年5月、この博物館はアメリカ合衆国国立キルト博物館として連邦議会の指定が与えられる栄に浴した。博物館の事務局長メイ・ルイーズ・ズムワルトが最近、「私たちは国の予算を受けるという訳ではないけれど、国家的意義のあるキルト博物館であることを認められた」と語った。この指定により、更に注目を浴びて観光客の数が増えた。この博物館には現在国中と世界の25の国から年間平均4万人の観光客を集めている。

## 地理
パデューカは、北緯37度4分20秒 西経88度37分39秒 / 北緯37.07222度 西経88.62750度に位置する。
アメリカ合衆国国勢調査局に拠れば、市域全面積は19.5平方マイル (50.5 km2)、このうち陸地は19.5平方マイル (50.5 km2)、水面は0.04平方マイル (0.1 km2)で水域率は0.10%である。

### 気候

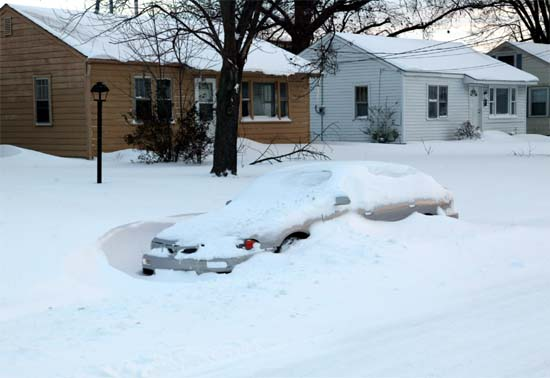
パデューカの積雪、2004年12月

パデューカは温暖湿潤気候にあり、年間平均気温は 57.2°F(14℃) である。年間平均降水量は49.31インチ (1253 mm) であり、年間平均降雪量は10.6インチ (269 mm) である。
著名な豪雪としては1978年の大ブリザードと2004年のクリスマス前豪雪がある。多くの吹雪が2002年から2003年に掛けての冬にもこの地域を襲った。
パデューカはアイス・ストーム（氷雨を伴う暴風）に襲われることもある。2008年2月には2週間の間をおいて2度襲われた。2008年1月の中央平原および中西部アイス・ストームがこの地域も襲って都市機能を麻痺させることになり、これまででも最大の災害となった。
パデューカにおける過去最高気温は1952年6月30日と7月28日に記録した 106°F(41℃) である。過去最低気温は1985年1月20日に記録した −15°F(−26℃) である。
| 月間平均および最高と最低気温 |             |             |             |             |             |             |             |             |             |             |             |             |
| 月                           | １月        | 2月         | 3月         | 4月         | 5月         | 6月         | 7月         | 8月         | 9月         | 10月        | 11月        | 12月        |
| 過去最高 °F (℃)              | 70 (21)     | 77 (25)     | 84 (29)     | 90 (32)     | 94 (34)     | 103 (39)    | 102 (39)    | 104 (40)    | 100 (38)    | 89 (32)     | 83 (28)     | 74 (23)     |
| 平均最高 °F (℃)              | 41.9 (5,5)  | 48 (8.9)    | 58.1 (14.5) | 68.4 (20.2) | 76.9 (24.9) | 85.2 (29.6) | 88.6 (31.4) | 87.4 (30.8) | 81.2 (27.3) | 70.8 (21.6) | 57.2 (14.0) | 46.3 (7.9)  |
| 平均最低 °F (℃)              | 23.9 (-4.5) | 28.2 (-2.1) | 37.1 (2.8)  | 45.6 (7.6)  | 55 (12.8)   | 63.8 (17.7) | 67.7 (19.8) | 64.9 (18.3) | 57.1 (13.9) | 45.2 (7.3)  | 36.5 (2.5)  | 27.5 (-2.5) |
| 過去最低°F (℃)               | -15 (-26)   | -8 (-22)    | 11 (-12)    | 24 (-4)     | 35 (1.7)    | 44 (7)      | 52 (11)     | 44 (7)      | 35 (1.7)    | 24 (-4)     | 10 (-12)    | -10 (-23)   |
| 降水量 インチ(mm)            | 3.47 (88)   | 3.93 (99)   | 4.27 (108)  | 4.95 (126)  | 4.75 (121)  | 4.51 (115)  | 4.45 (113)  | 2.99 (76)   | 3.56 (90)   | 3.45 (113)  | 4.53 (115)  | 4.38 (111)  |
| Source: WeatherByDay.com     |             |             |             |             |             |             |             |             |             |             |             |             |

## 毎年のテレソン
パデューカのライオンズクラブ地元支部とNBCの系列局であるWPSDが毎年テレソンを開催して、地元の慈善活動のための資金を集めている。過去49年間に集められた寄付金総額は2005年時点で1,800万ドル以上となった。年によって参加する芸能人は多様であり、次を含む。
| - ヒュー・ダウンズ （1959年） - ベティ・ホワイト （1959年） - "ドク"・セベリンソン （1966年） - レナード・ニモイ （1967年） - カウント・バシー （1971年） - メリッサ・スー・アンダーソン （1976年） - トム・T・ホール （1976年） - カール・パーキンス （1979年） - ビル・アンダーソン （1980年） - ピーター・マーシャル （1983年） - エド・ベグリー・ジュニア （1984年） - トッド・ブリッジズ （1984年） | - ボビー・ビー （1988年） - ネイサン・エリス （1993年） - JD・サムナー・アンド・ザ・スタンプス （1993年） - ジュース・ニュートン （2002年） - パム・ティリス （2004年） - テリー・マイク・ジェフリー （数回出演） - ルー・ジェットン & 61・サウス （数回出演） - バーバラ・マンドレル （数回出演） - スティーブ・ウォリナー （数回出演） - ラルフ・エメリー （エムシーとして、多数出演） - その他様々なNBCのソープオペラ・スター達 - セントルイス・カージナルスの選手やコーチ達 |

## 現在のパデューカ
2000年8月、パデューカの「アーティスト・リロケーション・プログラム」で芸術家達にパデューカの中心街やローワータウン地域に移転してくる動機を提供し始めた。このプログラムは芸術を経済発展のための道具に使うということで全国的なモデルになり、知事の芸術賞、アメリカ企画協会ケンタッキー支部傑出企画賞、アメリカ企画協会国家的企画賞、および極く最近ではケンタッキー都市同盟事業都市賞を受賞してきた。
アーティスト・リロケーション・プログラムの本拠であるローワータウンはパデューカでも最古の地域である。小売業が町の郊外に移転したので、建築様式の保存が行われ、市の古い地域の歴史あるビクトリア様式の建物を改修した。プログラムはこの動きを支援し、中心街再活性化も促すことになった。芸能のためのルーサー・F・カーソン・センターも建設された。
2004年9月、中心街の南側再開発を通じて音楽のルーツに脚光を当てる計画が具体化した。この動きの中心はマギー・スティード・ホテル・メトロポリタンの革新であり、ここはルイ・アームストロング、デューク・エリントン、キャブ・キャロウェイ、チック・ウェブのオーケストラ、B.B.キング、ボビー"ブルー"ブランド、アイク&ティナ・ターナーなどR&Bとブルースの伝説的存在がチトリン・サーキットと呼ばれるようになる所でその技量を磨いた会場である。この分野を基本にして、支援者達はアメリカ音楽史におけるパデューカの役割を宣伝しようとしている。

## パデューカの音楽
パデューカの町では様々なジャンルの芸術家が生まれた。その芸術家主流のトップは、史上最大のコンテンポラリー・クリスチャン音楽を売ったスティーブン・カーティス・チャップマンである。ロカビリーの殿堂入りしたアーティストには、そのレコード『ロッキン・リトル・エンジェル』が1960年代にヒットしたレイ・スミスがおり、スミスたちにギター演奏を務めたスタンリー・ウォーカーがいる。全国放送のテレビに紹介されたテリー・マイク・ジェフリーはパデューカの住民である。
地域社会は「地下の」音楽環境をうたっており、最近新しいミドルタウン計画で市の音楽分野の成長を促進したために、幾らかの成功を見ている。この計画はローワータウンの芸術家地区に類似している。ミドルタウンの焦点は多くのブルースやジャズの音楽家が20世紀半ばに活動したメトロポリタン・ホテルである。
町は1年間で何度も地元の音楽家を取り上げるが、その年間行事の中でも最も著名なのが「サマー・フェスティバル」とロック・ザ・ボートが後援する「パデューカパルーザ」フェスティバルである。ルーサー・F・カーソン・フォーリバー・センターはパデューカ中心街に付け加えられた美しい建築であり、様々な音楽化、演劇および地元の音楽活動を招いている。

## メディア
パデューカの地元メディアとしては、NBC系列のWPSDテレビと地域日刊紙「ザ・パデューカ・サン」があり、どちらもパクストン・メディア・グループが所有している。ラジオ放送局は6局あり、その半分はブリストル放送会社が所有し、一方週間新聞「ウェストケンタッキー・ニューズ」と「ローンオーク・ニューズ」はそこそこの読者を得ている。アメリカ国立気象局報道局がパデューカにあり、ケンタッキー州西部、ミズーリ州南東部、イリノイ州南部およびインディアナ州南西部に天気予報を流している。パデューカ・ライフという隔月刊雑誌が1994年に発刊され、今日でも発行を続けている。この雑誌はパデューカ周辺での生活と住民を捉えた記事を載せている。

## 人口動態
以下は2010年の国勢調査による人口統計データである。
| 基礎データ - 人口: 27,024人 - 世帯数: 11,462世帯 - 家族数: 6,071家族 - 人口密度: 483.0人/km2（1,251.0人/mi2） - 住居数: 12,851軒 - 住居密度: 248.1軒/km2（642.5/mi2） 人種別人口構成 - 白人: 70.99%（非ヒスパニック系白人は69.66％） - アフリカン・アメリカン: 23.67% - ネイティブ・アメリカン: 0.22% - アジア人: 1.02% - 太平洋諸島系: 0.02% - その他の人種: 1.07% - 混血: 3.01% - ヒスパニック・ラテン系: 2.68% 年齢別人口構成 - 18歳未満: 21.8% - 18-24歳: 8.0% - 25-44歳: 24.4% - 45-64歳: 27.7% - 65歳以上: 18.2% - 年齢の中央値: 41.4歳 - 性比（女性100人あたり男性の人口） - 総人口: 85.2 - 18歳以上: 81.2 | 世帯と家族（対世帯数） - 18歳未満の子供がいる: 26.1% - 結婚・同居している夫婦: 32.5% - 未婚・離婚・死別女性が世帯主: 16.4% - 非家族世帯: 47.0% - 単身世帯: 41.5% - 65歳以上の老人1人暮らし: 15.7% - 平均構成人数 - 世帯: 2.09人 - 家族: 2.84人 収入と家計（2000年統計） - 収入の中央値 - 世帯: 26,137米ドル - 家族: 34,092米ドル - 性別 - 男性: 32,783米ドル - 女性: 21,901米ドル - 人口1人あたり収入: 18,417米ドル - 貧困線以下 - 対人口: 22.4% - 対家族数: 18.0% - 18歳以下:33.8% - 65歳以上: 16.8% |

## 著名な住人

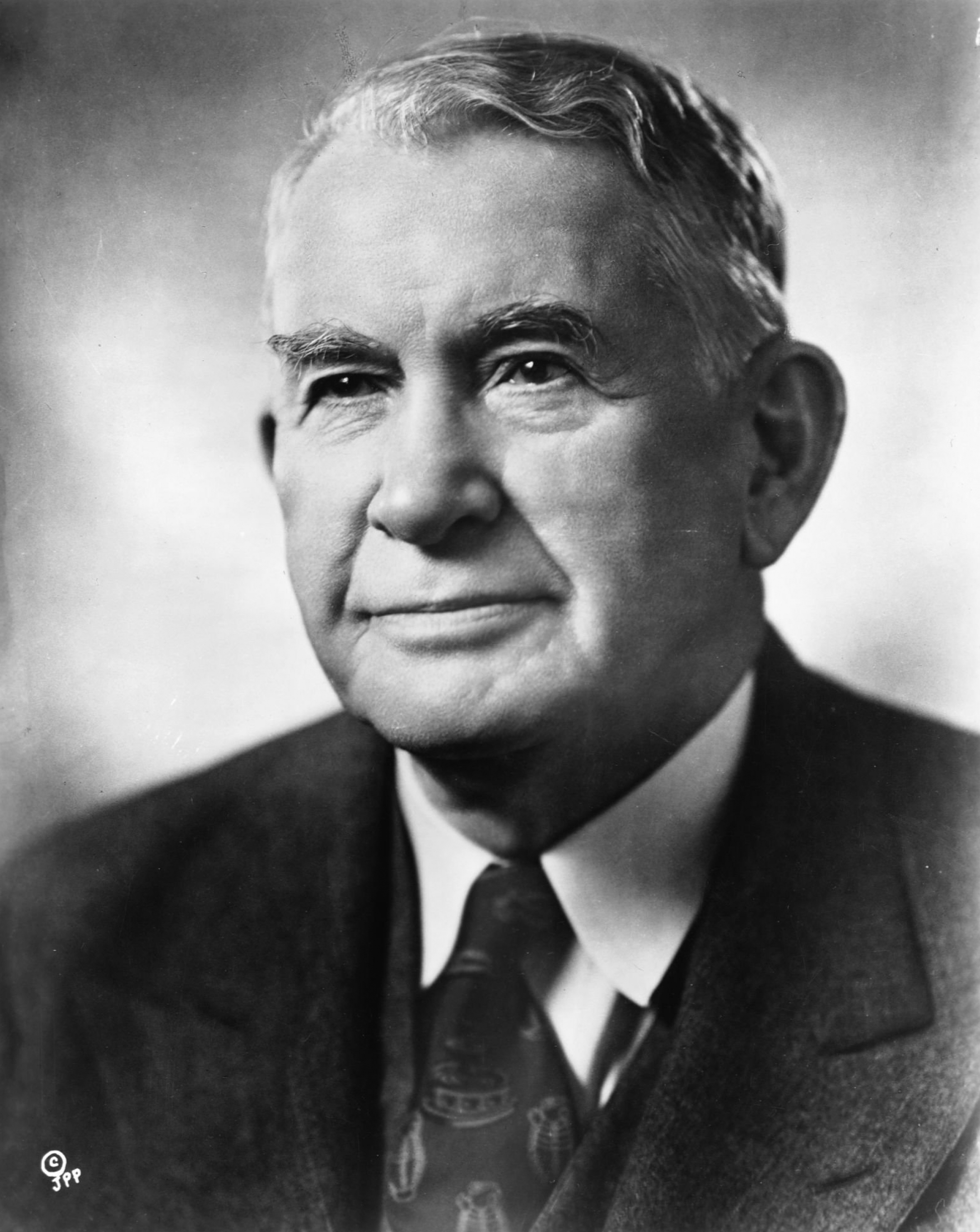
アルバン・W・バークリー

パデューカは次のような著名人物の生誕地あるいは住所である。
- アルバン・W・バークリー、第35代アメリカ合衆国副大統領、その人生の多くをパデューカで過ごした、湖や空港など目印になるものがバークリーに因んで名付けられてきた。その歴史ある家屋、アングルズは個人住居である。州間高速道路24号線近くに邸宅が案内所に転換されたホワイトヘイブンではバークリーの記念品が展示されている。
- ジュリアン・キャロル、ケンタッキー州知事、在位1974年 - 1979年
- スティーブン・カーティス・チャップマン、コンテンポラリー・クリスチャン音楽のスター
- アービン・S・コブ、ユーモア作家
- ラス・コクラン、PGAツアーのゴルファー
- スティーブ・フィンリー、メジャーリーグベースボールを長く務めた選手、西テネシーで生まれたが、パデューカで成長した
- クラレンス・"ビッグハウス"・ゲインズ、バスケットボール殿堂入りしたコーチ
- Dr. ロバート・グラブス博士、2005年ノーベル賞化学賞受章者、パデューカで成長した
- エディー・ハース、元メジャーリーグベースボール外野手、コーチ、監督およびスカウト
- キャリー・コーリ、映画『テルマ&ルイーズ』の脚本でアカデミー賞を受賞、子供時代の大半をパデューカで過ごした
- フェイト・マラブル、ジャズ・ピアニストおよびバンドリーダー
- マッティ・マトロック、ディキシーランド・ジャズのクラリネットとサキソフォーンの奏者、編曲家
- ケニー・ペリー、PGAツアーのゴルファー、パデューカ郊外のローンオーク高校を卒業
- ブーツ・ランドルフ、サキソフォーン奏者
- フィル・ルーフ、元メジャーリーグベースボール選手、コーチ、監督
- ジェリー・ライアン、女優、出演作は 『スタートレック:ヴォイジャー』、『ボストン・パブリック』、 『SHARK カリスマ敏腕検察官』、10代をパデューカで過ごした
- ジョン・スコープス、スコープス裁判で有名、パデューカに埋葬されている
- テリー・シュンパート、元メジャーリーグベースボール選手
- ウィリアム・スレッド、YouTubeの有名人
- ロイド・ティルマン、南軍の将軍、長年パデューカに住んだ、パデューカ教育学区で唯一の公立高校であるパデューカ・ティルマン高校はティルマンの妻オーガスタ・ティルマンの栄誉を称えて名付けられた
- マーシー・ウォーカー、テレビドラマ、『オール・マイ・チルドレン』のライザ・コルビー役
- J.D. ウィルクス、音楽k、視覚芸術家、現在もパデューカ在住
- ホイト・ホウキンス、エルビス・プレスリーのバック・コーラスを歌って著名となった「ザ・ジョーダネアーズ」のメンバー、1927年にパデューカで生まれた
- バーノン・カーバー・ルドルフ、クリスピー・クリーム・ドーナツ設立者、叔父が購入したパデューカのブロードストリート・ドーナッツ店に関わった。 ルドルフは会社の資産と酵母で育てるドーナッツの秘密レシピに関する権利をノースカロライナ州ウィンストン・セイラムのクリスピー・クリームに振り向けた。皮肉なことにクリスピー・クリームのフランチャイズ店はパデューカにできなかった。地元のドーナッツ店は第二次世界大戦以降、似たようなドーナッツを販売している。
- チャールズ・"スピーディ"・アトキンス、そのミイラが1928年から1994年まで地元の葬祭社で展示されていた
- ポール・トウィッチェル、著作家、エッカンカーの創設者